# Archivio fotografico Zangheri
L'Archivio fotografico Zangheri è la raccolta prodotta dai fotografi della famiglia Zangheri, che operarono in Cesena e nei comuni limitrofi, nel periodo del dopoguerra e fino al 1996 producendo oltre 200 scatti. L'archivio è stato dichiarato di interesse culturale dal Ministero per i beni e le attività culturali con atto della Soprintendenza archivistica dell'Emilia-Romagna

## I fotografi Zangheri
Pio (18/06/1915 – 15/10/1976), nato a Cesena da Pietro Zangheri e Italina Baldazzi, era il più grande di tre figli e a lui seguirono i fratelli Giulio e Gino (18/07/1921 – 04/07/1983). 
Gino, grazie all'esperienza maturata negli studi fotografici Tartagni, Savoia e Foto Moderna, nel 1951, con il fratello Pio, aprì lo studio fotografico "F.lli Zangheri" in via Rosselli a Cesena. Nel 1958 i due fratelli si separarono dando vita a due aziende distinte. Giampiero Zangheri (27/04/1943 – 14/04/2022), dopo la morte del padre Pio, continuò l'attività presso lo studio in Piazza Fabbri a Cesena, mente Giancarlo e Valerio, dopo la morte di Gino, continuarono l'attività nella loro sede a Case Castagnoli.
Nel 2014 Il Comune di Cesena ha dedicato una Via ai Fratelli Pio e Gino Zangheri. Nel 2022 un saggio di Gian Luca Zangheri dal titolo “Gli Zangheri, una famiglia di fotografi a Cesena” è stato incluso nel volume XVI de “ Le Vite dei Cesenati.", progetto nato per raccontare la storia della città di Cesena attraverso le storie di vite dei suoi personaggi più illustri.

### I luoghi in cui operarono
I fratelli Zangheri e relativi figli operarono principalmente nella città di Cesena dove risiedeva la sede e a Cervia e Milano Marittima con la filiale ma occasionalmente hanno realizzato servizi nei comuni limitrofi: Forlì, Forlimpopoli, Cesenatico, Rimini, Riccione, Bellaria-Igea Marina, Gatteo, Gambettola, Bertinoro, Meldola, Castrocaro, Savignano sul Rubicone, Longiano, Montiano, Roncofreddo, Sant'Arcangelo, San Mauro Pascoli, San Piero in Bagno, Mercato Saraceno, Sogliano al Rubicone, Santa Sofia, Sarsina e Ravenna. A Cesena lavorarono su commissione per la maggior parte degli enti e delle aziende della città. Per molti anni operarono presso Il Teatro Alessandro Bonci  di Cesena ritraendo attori come Raf Vallone, Giorgio Albertazzi, Anna Proclemer, Dario Fo, Franca Rame, Vittorio Gassman, Walter Chiari, Giancarlo Giannini, Renato Rascel, Alighiero Noschese e registi come Luchino Visconti e Franco Zeffirelli. Lunga anche la presenza presso l'Ippodromo del Savio con i servizi fotografici delle corse al trotto diurne e notturne e i campionati europei. Molto importante è stata la presenza alla "Settimana Cesenate", il più importante evento della città che, a cavallo tra agosto e settembre, ogni anno metteva in mostra le realtà locali dell'industria e dell'artigianato unendo eventi dedicati ai più piccoli e ai più grandi come concorsi, esibizioni, serate danzanti e concerti con i big della musica italiana; sono stati ritratti cantanti come Mina, Ornella Vanoni, Domenico Modugno, Johnny Dorelli, Fred Buscaglione, Aurelio Fierro, Betty Curtis, Edoardo Vianello, Caterina Caselli, Patty Pravo, Tony Dallara, Jimmy Fontana, Mino Reitano, Mal e gruppi musicali come Ricchi e Poveri, I Brutos e I Camaleonti. Sono stati inoltre ripresi i più importanti avvenimenti sportivi, politici e mondani immortalando personaggi come Enzo Ferrari, ciclisti come Fausto Coppi e Gino Bartali, politici come Amintore Fanfani e Ugo La Malfa e, durante le varie edizioni della "Veglia della Stampa", anche attori come Nino Manfredi, Monica Vitti, Sylva Koscina, Gabriele Ferzetti, Lilla Brignone, registi come Michelangelo Antonioni, Nanni Loy, Sergio Leone e giornalisti come Luca Liguori, Lello Bersani e Nando Martellini. Da segnalare l'importante lavoro realizzato negli anni per la Biblioteca Malatestiana la quale commissionò numerose riproduzioni storiche e reportage. Pio Zangheri e successivamente Giampiero sono stati anche fotografi ufficiali dell'Cesena assicurando una presenza fissa allo stadio di Cesena per quarant'anni accumulando un vasto archivio fotografico, ceduto nel 2008 a Vittorio Calbucci, fotografo ufficiale in quel periodo.

#### La filiale a Milano Marittima
Nel 1952, su sollecitazioni della famiglia De Maria proprietari del Dancing Woodpecker, lo studio fotografico comincia ad operare anche a Milano Marittima, dove aprirà successivamente una filiale, permettendo alla ditta di accumulare materiale fotografico relativo al periodo a cavallo fra gli anni cinquanta e sessanta, documentato il periodo del miracolo economico italiano nella città di villeggiatura della Costa adriatica nonché ritraendo manifestazioni, frequentatori di bar, ristoranti, night e spiagge con personaggi famosi agli esordi della loro carriera o già relativamente famosi appartenenti al mondo della cultura, del teatro, del cinema e della neonata televisione italiana. I fotografi ritraggono quindi le atmosfere disincantate del periodo storico della dolce vita, anni contraddistinti da vita spensierata e dedita ai piaceri mondani. I reportage fotografici ritraggono personaggi e cantanti come Adriano Celentano, Enzo Jannacci, Little Tony, Umberto Bindi, Piero Focaccia, Peppino di Capri, Wanda Osiris, Bruno De Filippi, Nico Fidenco, i Campanino, Nunzio Filogamo, Iller Pattacini, Gianluigi Marianini, ecc. Da segnalare negli anni cinquanta i reportage del Trebbo poetico con ospiti e poeti come Giuseppe Ungaretti.

## L'archivio
L'Archivio fotografico Zangheri è la raccolta di tutta la produzione fotografica dei vari membri della famiglia Zangheri di Cesena.
L'archivio fotografico comprende scatti che documentano la vita nella città di Cesena e dintorni su un periodo che copre tutta la seconda metà del XX secolo. Le riprese fotografiche coprono campi molto diversi: vanno dalle fototessere e foto industriali e artistiche o documentazioni di matrimoni o eventi sportivi. Gian Luca Zangheri, proprietario dell'intero fondo, negli anni ha avviato un progetto di recupero e riordinamento del materiale fotografico familiare. L'archivio è stato dichiarato di "interesse culturale" dal Ministero dei beni e delle attività culturali e del turismo con decreto 3/2015 del 15/10/2015 della Soprintendenza archivistica dell'Emilia-Romagna ai sensi dell'art. 10-13 del Decreto Legislativo 42/2004.

### Sezioni dell'archivio
Le sezioni dell'archivio rappresentano i nuclei documentari originari sedimentati negli anni in rapporto alla tipologia di lavorazione, all'autore e alle vicende dello studio.
Generalmente le lastre sono realizzate con apparati fotografici fissi a cliché con cavalletto (banchi ottici con gestione del basculaggio) mentre i servizi sono realizzati con fotocamere analogiche compatte e reflex.
Il complesso si compone di sezioni strutturate tradizionalmente per tipologia, per soggetto produttore, per soggetto raffigurato (elenchi dettagliati sono presenti presso la Soprintendenza archivistica dell'Emilia-Romagna e presso la sede dell'archivio):
1. “Archivio artistico storico” (1951-1990): comprende una selezione di immagini di interesse storico, artistico e culturale raccolta da Gian Luca Zangheri a fine anni 80; comprende 826 negativi in cellulosa, in bianco e nero e a colori, di formati dal 24x36 mm al 6x9 cm; 41 lastre in vetro in bianco e nero di formato 6x9 cm, 90 diapositive a colori di formati dal 24x36 mm al 6x9 cm.
2. “Lastre” - Questa sezione è composta da parte dell'opera fotografica di tre ditte secondo la successione cronologica: “Foto F.lli Zangheri” dal 1950 al 1957, “Foto Pio Zangheri” dal 1958 al 1975 e “Studio Giampiero Zangheri” dal 1975 agli anni 90. La parte conducibile ai Fratelli Zangheri comprende 440 lastre in vetro negative in bianco e nero di formati dal 6x9 al 18x24 cm e 694 negativi in cellulosa a colori e in bianco e nero di formati dal 4,5x6 al 18x24 cm. La parte conducibile a Pio Zangheri e catalogata fino al 1970 comprende 274 lastre in vetro negative in bianco e nero di formati dal 6x9 al 13x18 cm, 3604 negativi in cellulosa a colori e in bianco e nero di formati dal 4,5x6 al 13x18 cm e 18 diapositive in cellulosa a colori di formati dal 6x6 al 6x9 cm. Restano da catalogare 7473 originali. I soggetti raffigurati sono di genere architettonico (strade, piazze, palazzi, case, ville, fabbricati, ecc.), edilizio (stato avanzamento lavori di costruzioni e ristrutturazioni), industriale (magazzini, industrie, macchinari, automezzi, ecc.), turistico (alberghi, pensioni, ristoranti, bar, stabilimenti balneari, ecc), soggetti relativi a commercio e artigianato (vetrine, negozi, oggetti vari, lavorazioni, mobili, arredamenti, alimentari, ecc.), riprese aeree (di Cesena e dintorni, del litorale romagnolo e industrie locali), riproduzioni tecniche e d'arte (disegni, progetti, cartine, quadri, documenti antichi, ecc.).
3. “Lastre Gino Zangheri" (1958-1978): si compone di 3594 lastre in vetro negative in bianco e nero di formato 13x18 cm e 62 di formato 10x12, 3580 negativi in cellulosa a colori e in bianco e nero di formati dal 24x36 mm al 13x18cm e 17 diapositive in cellulosa a colori di formato 13x18 cm. I generi dei soggetti raffigurati sono gli stessi della sezione precedente.
4. "Milano Marittima - immagini generiche" (1953-1963): comprende 117 negativi in cellulosa a colori e in bianco e nero di formati dal 24x36 mm al 6x9cm e 53 diapositive in cellulosa a colori di formati dal 24x36 mm al 6x9 cm. I soggetti raffigurati sono: spiagge, mare, barche, pineta, ragazze, bagnanti, sport estivi, panoramiche e riprese aeree di Milano Marittima e Cervia. Scopo della raccolta era l'integrazione di immagini promozionali turistiche all'interno di dépliant, brochures, cartoline, volantini e inserzioni varie, commissionate dalle Aziende di soggiorno e da alberghi, pensioni, ristoranti, bar, e stabilimenti balneari.
5. "Milano Marittima – lastre" (1953-1963): comprende 142 negativi in cellulosa a colori e in bianco e nero di formati dal 24x36 mm al 6x9 cm e 8 lastre in vetro negative in bianco e nero di formato 6x9cm. Tipologie di soggetto e scopo della raccolta sono i medesimi della sezione precedente.
6. "Milano Marittima – servizi" (1952-1963): comprende 321 servizi fotografici (8319 negativi in cellulosa a colori e in bianco e nero di formati dal 24x36 mm al 6x9cm) realizzati nella stagione estiva a Cervia e Milano Marittima. Questa sezione raccoglie diversi avvenimenti come le serate danzanti con le orchestre e gli ospiti illustri al Dancing Woodpeecker, al Pineta e all'Hotel Internazionale, i rally motonautici, la vita negli Hotel, nelle colonie, nei campeggi, in spiaggia oltre agli eventi sportivi e religiosi.
7. "Milano Marittima - servizi generici" (1953-1963): comprende 28 servizi per un totale di 420 negativi in cellulosa a colori e in bianco e nero di formati 6x6 e 6x8 cm. I soggetti raffigurati sono: spiagge, mare, barche, pineta, ragazze, bagnanti, sport estivi, luoghi di Cervia (Riserva naturale Salina di Cervia, Parco Naturale, stazione, etc), panoramiche e riprese aeree di Cervia e Milano Marittima. Scopo della raccolta era l'integrazione di immagini promozionali turistiche all'interno di dépliant, brochures, cartoline, volantini e inserzioni varie, commissionate dalle Aziende di soggiorno e da alberghi, pensioni, ristoranti, bar, e stabilimenti balneari.
8. "Rotolini F.lli Zangheri" (1951-52): comprende 115 servizi fotografici per un totale di 3163 negativi in cellulosa di formato 24x36. Il termine “rotolini” si riferisce al servizio fotografico realizzato con il formato negativo Leica 24x36 mm, utilizzato nei primi due anni di attività, poi abbandonato presumibilmente per scarsa qualità del prodotto. I negativi sono stati archiviati arrotolati e poi avvolti da un foglio di carta. Questa sezione raccoglie diversi avvenimenti come matrimoni, funerali, eventi sportivi e religiosi, ritratti di bambini a scuola, feste, spettacoli, inaugurazioni, ecc.
9. "Servizi" (F.lli Zangheri + Pio Zangheri + Giampiero Zangheri) (1950-1996): si compone di poco più di 4800 servizi fotografici condotti sia in esterno che in interno eseguiti dallo studio fratelli Zangheri, da Pio Zangheri e da Giampiero Zangheri negli anni compresi tra il 1950 e il 1996 con macchine fotografiche portate a mano senza cavalletto. Gli scatti fotografici rappresentano diversificate occasioni e avvenimenti: battesimi cresime, funerali e matrimoni, eventi sportivi e celebrativi, servizi dedicati a persone e singoli oggetti, incidenti stradali, attività commerciali ecc.
10. "Servizi Gino Zangheri" (1950-1996): si compone di 2334 servizi fotografici condotti sia in esterno che in interno eseguiti da Gino Zangheri negli anni compresi tra il 1958 e il 1979 con macchine fotografiche a mano. Gli scatti fotografici rappresentano diversificate occasioni e avvenimenti: battesimi cresime, funerali e matrimoni, eventi sportivi e celebrativi, servizi dedicati a persone e singoli oggetti, incidenti stradali, attività commerciali ecc.
11. "Servizi Arrigoni Gino" (1964-1965): la sezione si compone di 49 servizi (840 negativi in cellulosa in bianco e nero di formato 6x6cm) relativi alla costruzione del nuovo quartiere produttivo “Nuova Cesena” del gruppo ARRIGONI per opera dell'impresa Codelfa di Milano.
12. "Servizi Teatro Gino Zangheri" (1964-1971): si compone dei 105 servizi (3295 negativi in cellulosa in bianco e nero di formati dal 24x36 mm al 6x7 cm) realizzati da Gino Zangheri durante le stagioni teatrali del Teatro Alessandro Bonci di Cesena dal 1964 al 1971.
13. "Servizi Teatro Giancarlo e Valerio Zangheri" (1975-1985): la sezione si compone di 328 servizi (8490 negativi in cellulosa in bianco e nero e a colori di formato 24x36 mm e 81 di formato 6x7cm) realizzati da Giancarlo e Valerio Zangheri durante le stagioni teatrali del Teatro Alessandro Bonci di Cesena dal 1975 al 1985.
14. "Servizi Giancarlo e Valerio Zangheri" (1979-1991): la sezione si compone di 365 servizi realizzati da Giancarlo e Valerio Zangheri dal 1979 al 1991.
15. "Vecchia Cesena Gino Zangheri": raccolta collezionata da Gino Zangheri composta da 155 riproduzioni di stampe, negativi e lastre raffiguranti Cesena dalla fine dell'800 agli anni cinquanta del Novecento (40 lastre in vetro negative in bianco e nero di formati dal 6x9 al 13x18cm e 115 negativi in cellulosa in bianco e nero di formati dal 6x6 al 18x24 cm); le immagini sono opera di vari autori tra cui Augusto Casalboni e Agostino Lelli Mami.
16. "Riproduzioni d'arte" Gino Zangheri + album stampe (Riproduzioni di incisioni, dipinti e disegni a scopo decorativo per mobilieri, arredamenti. ecc… 1950-1958). Trattasi di 540 lastre per lo più in vetro 13x18.
17. "Riproduzioni ex-voto" (1958): la sezione si compone di alcune centinaia di lastre in vetro 13x18 in bianco e nero che riproducono la collezione di disegni e dipinti donati nei secoli all'Abbazia di Santa Maria del Monte per grazie ricevute.
18. "Riproduzioni" (F.lli Zangheri + Pio Zangheri + Giampiero Zangheri) (1951-1984): la sezione si compone di alcune migliaia di negativi di vario tipo relativi al servizio di riproduzioni che veniva fornito ai clienti che necessitavano di copie di qualsiasi genere, dalle foto ai documenti.
19. "Fototessere Gino Zangheri" (1958-1968): si compone di circa 7800 negativi di ritratti per la stampa di fototessere.
20. "Fototessere" (Pio e Giampiero Zangheri) (1973-1984): la sezione si compone di alcune migliaia di negativi di ritratti per la stampa di fototessere.
21. "Cartoline Gino Zangheri": la sezione comprende circa 130 cartoline fotografiche realizzate da Gino su commissione durante tutta la sua attività lavorativa.
22. Stampe e negativi vari senza numerazione
23. Album stampe "Cesena" contenenti copie cartacee di immagini di Cesena vecchia e recente.
24. 14 quaderni originali di registrazione negativi, rubriche, quaderni di contabilità.

## Mostre
- Cesena, 9 luglio - 3 ottobre 2010, 1960: La dolce vita... forse - La dolce vita cesenate (a cura di Franco Dell'Amore dall'Archivio Gino Zangheri)[12][13]
- Cesena, 21 gennaio - 19 febbraio 2012, Ri-guarda Cesena. Un secolo di Memorie, Galleria Comunale d'Arte di Palazzo del Ridotto[14]
- Cervia, 25 ottobre – 11 novembre 2012, "Milano Marittima 100. Le architetture e la città" A cura di Valentina Orioli con Emanuele Dari, contributi fotografici dell'Archivio fotografico Zangheri e dell'Istituto Luce[15], Magazzini del Sale, Cervia[16][17][18]
- Cesena, 4-19 ottobre 2014, Gilberto Orioli: dall'urbanistica al disegno di dettaglio, foto dell'Archivio fotografico Zangheri fra i progetti di Gilberto Orioli in mostra, Galleria Comunale d'Arte di Palazzo del Ridotto[19]
- Cesena, dal 1 ottobre 2016 al 25 aprile 2017, In scena e fuori. Le stagioni del Bonci nell'Archivio fotografico Zangheri a cura di Antonio Maraldi e Gian Luca Zangheri,  presso il Teatro Alessandro Bonci[20][21][22][23][24]
- Cervia, 11 dicembre 2021 ], Raccontami Milano Marittima anni '60 ,  presso La sala comunale Rubicone[25]
- Cesena, Dal 14 al 24 luglio 2022, Famiglia Zangheri, generazioni di fotografi: immagini di una Cesena sorprendente e segreta , presso la Festa de l'Unità - Parco giochi di Sant'Egidio[26][27][28]

## Galleria d'immagini

Il bar Centrale di Cesena nel 1954 (autore: F.lli Zangheri, Cesena - negativo in cellulosa b/n 6x9cm)
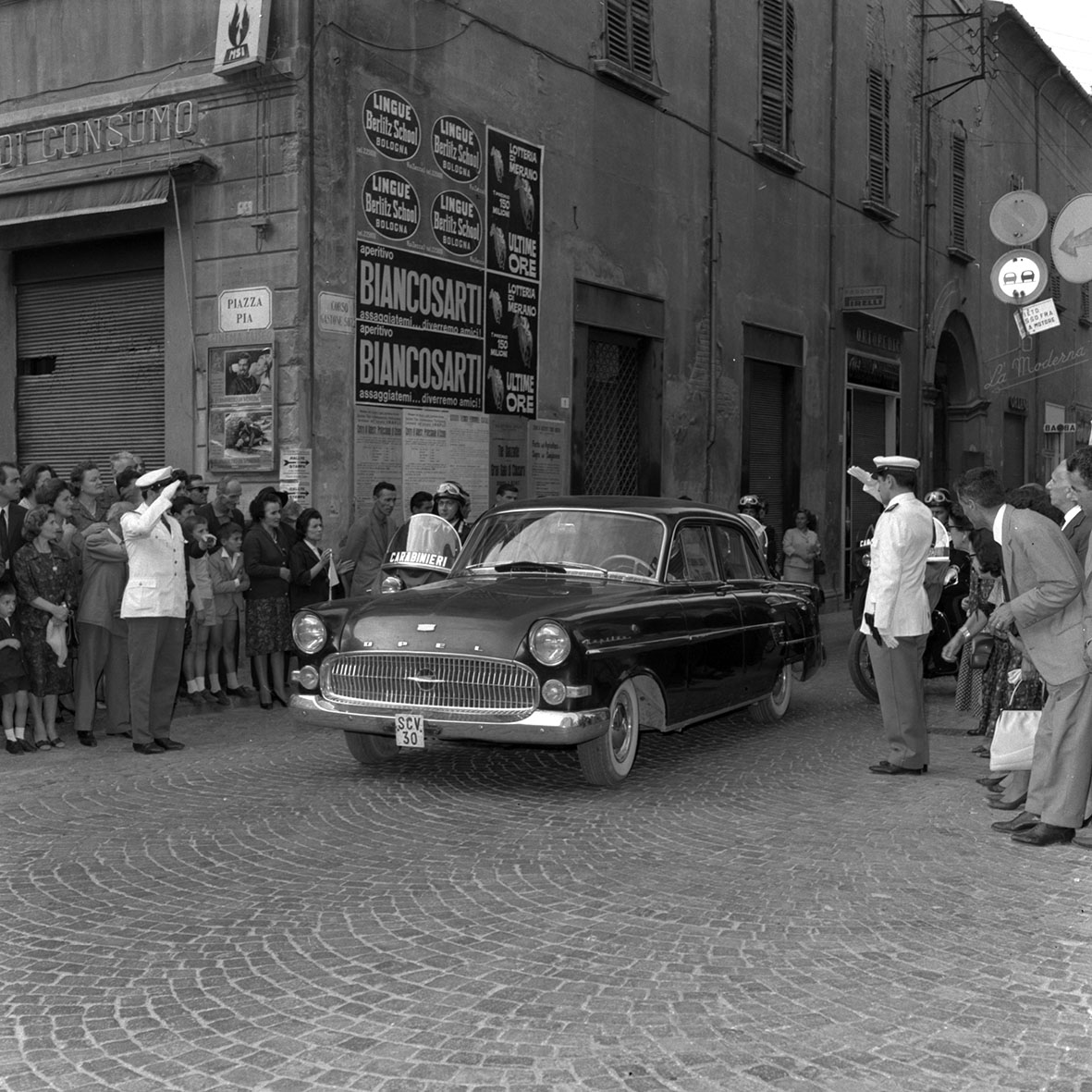
Arrivo in Duomo del Cardinale Urbani per le celebrazioni del nuovo seminario - Piazza Pia, Cesena - 15-0-1963 (autore: Gino Zangheri - negativo in cellulosa b/n 6x6cm)
Cesena, ingresso e parcheggio dell'Ippodromo del Savio nel 1954, notturna (autore: F.lli Zangheri, Cesena - negativo in cellulosa b/n 6x9cm)
Cesena, Ippodromo del Savio - Corse al trotto diurne - Vista dalla tribuna - 18-09-1955 (autore: F.lli Zangheri - Lastra in vetro negativa b/n 18x24cm)
Cesena, panoramica con Chiesa dell'Osservanza e Basilica del Monte - 09-05-1954 (autore: F.lli Zangheri - negativo in cellulosa b/n 6x9 cm)
Panoramica di Cesena con palazzo comunale e Rocca Malatestiana, vista dal Palazzo del Ridotto - 12/04/1980 (autore: Giampiero Zangheri, Cesena - diapositiva in cellulosa a colori 6x6cm)